# Birago Balzano
Antonio Pietro Birago Balzano (Trinitapoli, 5 gennaio 1936 – Milano, 25 marzo 2022) è stato un fumettista italiano, principale disegnatore della serie per adulti horror Zora la vampira.

## Biografia
Nato in Puglia, dopo essersi trasferito da adolescente a Milano, frequenta prima l'Accademia di belle arti di Brera e poi l'Istituto d'arte di Cimabue; esordì come fumettista nel 1964 realizzando gli ultimi cinque albi della serie western Capitan Audax dell'Editoriale Corno insieme a Sergio Montipò, con il quale realizzerà poi anche la serie Cap Il Fumetto Capellone dal 1966 al 1967 della ErreGI.  Negli anni sessanta ha realizzato storie della serie western Capitan Miki della Editoriale Dardo e Piccolo Ranger e Un ragazzo nel Far West della Edizioni Audace. Dal 1972 collabora con la Edifumetto realizzando la serie per adulti Zora la vampira scritta da Giuseppe Pederiali e della quale sarà il disegnatore principale dell'intera serie edita fino al 1985.
Con la crisi del fumetto per adulti dalla metà degli anni ottanta, per un breve periodo si dedica all'illustrazione e alla pubblicità (realizzando ad esempio la copertina dell'album Nord sud ovest est degli 883) fino al 1994 quando tornò a collaborare con Editoriale Dardo su nuove storie di Grande Blek e Capitan Miki , lavorò come disegnatore interno alla Bonelli, ritoccando e correggendo le tavole di altri autori, e illustrò per Edizioni If i racconti inediti del Grande Blek. Verso la fine del decennio entra nello staff della Sergio Bonelli in qualità di grafico correttore collaborando a diverse serie come Dylan Dog, Zagor, Mister No Nathan Never, Legs Weaver, Brad Barron e Demian. Nel 2002 illustra i racconti del Comandante Mark pubblicati in appendice alla ristampa delle serie a fumetti della EsseGesse delle Edizioni If.

## Riconoscimenti
- Mostra antologica presso La Borsa del Fumetto (2014).